# Theo ten Haaf
T.H.W. (Theo) ten Haaf is een Nederlandse generaal-majoor van de Koninklijke Luchtmacht. Ten Haaf was sinds de oprichting in 2018 tot 2021 commandant van het Netherlands Special Operations Command.

## Carrière
Ten Haaf begon zijn loopbaan in 1978 en behaalde zijn helikopter brevet in 1980. Gedurende zijn loopbaan heeft Ten Haaf gevlogen met de Alouette III, Bolkow 105 en de AH-64 Apache. In de Alouette was Ten Haaf teamleider van het "Grasshoppers" demonstratieteam. Na de uitzending naar Bosnië in 1994 werd Ten Haaf commandant van het 301 Squadron gestationeerd op Vliegbasis Gilze-Rijen. Het 301 Squadron kreeg in die periode, samen met 302 Squadron, de eerste AH-64 Apache van Nederland. Het 302 Squadron is later opgegaan in 301 Squadron.
Tijdens de Kosovo-oorlog was Ten Haaf gestationeerd in Macedonië en Albanië. Hierna werd Ten Haaf commandant van de Vliegbasis Soesterberg van 2002 tot 2005. Na een periode op het Luchtmacht hoofdkwartier werd Ten Haaf commandant van Vliegbasis Gilze-Rijen. Hier was hij verantwoordelijk voor de oprichting van het Defensie Helikopter Commando in 2008. Hierin werden alle helikopter squadrons geconcentreerd onder één commando waarvan Ten Haaf de eerste commandant was. Onder zijn leiding werden de squadron van, het in 2008 gede-activeerde, Soesterberg verplaatst naar Gilze-Rijen. Ook werden de Westland Lynx helikopters op Maritiem Vliegkamp De Kooy vervangen door de modernere NH90. In 2012 droeg Ten Haaf het commando over aan commodore Jan Willem Westerbeek.
Na de overdracht ging Ten Haaf naar het Defensie hoofdkwartier waar hij de functie van Plaatsvervangend Directeur Operaties kreeg. In deze functie was hij verantwoordelijk voor de beveiliging van de Nuclear Security Summit 2014. Later dat jaar was Ten Haaf betrokken bij het onderzoek omtrent het neerstorten van Malaysia Airlines-vlucht 17. Zijn team was verantwoordelijk voor het beoordelen van de veiligheid van het gebied waar het vliegtuig was neergestort. Ten tijde van het neerstorten van het vliegtuig lag het gebied in de frontlinie tussen Oekraïense regeringstroepen en separatisten. Voor zijn inzet werd Ten Haaf in 2015 onderscheiden met het Ereteken voor Verdienste in goud. In 2016 ging Ten Haaf naar Washington waar hij Defensieattaché werd. Na zijn afscheid in 2017 ontving Ten Haaf het Legion van Verdienste op de Amerikaanse ambassade in Den Haag. 
Zoals Ten Haaf eerder alle helikopter squadrons onder één commando bracht deed de generaal-majoor in 2018 iets vergelijkbaars met de speciale eenheden. Ten Haaf was verantwoordelijk voor de oprichting van het Netherlands Special Operations Command. Het NLD SOCOM heeft het commando bij de inzet van een gecombineerde eenheid van Korps Commandotroepen, Netherlands Maritime Special Operations Forces. Het 300 Squardon is met de Eurocopter Cougar verantwoordelijk voor het transport binnen dit commando.

## Onderscheidingen
- Officier in de Orde van Oranje Nassau met de Zwaarden.
- Ereteken voor Verdienste in goud
- Herinneringsmedaille Multinationale Vredesoperaties (voormalig Joegoslavië)
- Herinneringsmedaille Vredesoperaties
- Herinneringsmedaille voor Humanitaire Hulpverlening bij Rampen
- Kosovo-medaille
- Onderscheidingsteken voor Langdurige Dienst als officier
- Luchtmachtmedaille
- NAVO-medaille (voormalig Joegoslavië)
- NAVO-medaille (Kosovo)
- Officier in het Legioen van Verdienste (Verenigde Staten)
- Officier de l’Ordre National du Mérite (Frankrijk)
- Medaille van de Nationale Verdediging in brons met gesp "ARMEE DE L'AIR"